# له اسکومن، کبک
له اسکومن (به فرانسوی: Les Escoumins) شهری در منطقه شهری لا اوت-کوت-نورد ناحیه کوت-نور در استان کبک کانادا است. در سرشماری سال ۲۰۱۱ این شهر ۲٬۰۳۱ نفر جمعیت داشته‌است و مساحت آن ۲۶۷٫۳۳ کیلومتر مربع است.